# Masayuki Miyaji
Masayuki Miyaji (宮地 昌幸, Miyaji Masayuki), nascut el 1 de febrer de 1976,  és un director de cinema d'anime i supervisor japonès.

## Biografia
Quan es va graduar a l'escola de cinema del departament d'art de la Universitat Nihon, Miyaji va participar en el programa de formació Higashi-Koganei Sonjoku de l'Studio Ghibli el 1998. Va estudiar sota el programa juntament amb els companys futurs animador Tadashi Okumura. La promesa que va mostrar al programa el va portar a ser seleccionat com a assistent de direcció de Hayao Miyazaki a El viatge de Chihiro.
El 2008, va fer el seu debut com a director complet amb Xam'd: Lost Memories. En una entrevista a The Japan Times, Miyaji va declarar que creia que l'anime formava part de la indústria cinematogràfica i va dir que, pel que fa a la "dimensió teatral" de Xam'd, havia desitjat utilitzar un "estil gairebé documental" per a determinades parts i va esmentar els directors Ken Loach i Jean-Luc Godard com a inspiració. Ell també va afirmar que amb el llançament únic de la sèrie PlayStation Network, va sentir que podria arribar a un "tipus diferent" de públic.

## Obres
- Hōhokekyo tonari no Yamada-kun (ajudant de producció)
- El viatge de Chihiro (ajudant de direcció)
- Mei and the Kittenbus (ajudant de direcció)
- Inuyasha (storyboards)
- Bakumatsu Kikansetsu Irohanihoheto (storyboards)
- El detectiu Conan (storyboards)
- Zoids: Genesis (storyboards)
- Overman King Gainer (storyboards, direcció d'episodis)
- Gekitō! Crush Gear TURBO (direcció de l'episodi)
- Scrapped Princess (direcció de l'episodi)
- Blood+ (storyboards)
- Eureka Seven (storyboards)
- Ayakashi Ayashi (storyboards, direcció d'episodis, direcció OP2 i guions guionistes)
- Kenran Butōsai: The Mars Daybreak (storyboards)
- Jyu Oh Sei (storyboards)
- Xam'd: Lost Memories (director)
- Fuse Teppō Musume no Torimonochō (director)
- Blade Runner: Black Lotus (storyboards)
- The Deer King: El rei cérvol (director, amb Masashi Ando)

Fonts: